# Meispelt
Meispelt är en ort i Luxemburg.   Den ligger i distriktet Luxemburg, i den centrala delen av landet, 10 kilometer nordväst om huvudstaden Luxemburg. Meispelt ligger 360 meter över havet och antalet invånare är 290.
Terrängen runt Meispelt är platt västerut, men österut är den kuperad.  Runt Meispelt är det mycket tätbefolkat, med 1 135 invånare per kvadratkilometer.. Närmaste större samhälle är Luxemburg, 10,2 kilometer sydost om Meispelt. 
I omgivningarna runt Meispelt växer i huvudsak blandskog.